# Cormorant Lake
Der Cormorant Lake (cormorant englisch für „Kormoran“) ist ein See in der Division No. 21 im Westen der kanadischen Provinz Manitoba.

## Lage
Der See liegt 45 km nordöstlich von The Pas. Der auf einer Höhe von 256 m gelegene See hat eine WNW-OSO-Ausdehnung von 26 km. Die maximale Breite liegt bei 20 km. Er wird vom westlich gelegenen Clearwater Lake gespeist. Am Ostufer des Sees liegt der gleichnamige Ort. Dort ist der Cormorant Lake über die so genannten The Narrows mit dem Little Cormorant Lake verbunden, wo der Frog Creek das Seensystem nach Osten zum North Moose Lake entwässert.
Die Manitoba Provincial Road 287 verläuft entlang dem Südostufer des Cormorant Lake.
Der Cormorant Lake ist ein Ziel von Angeltouristen, die hier Glasaugenbarsch und Hecht fangen.